# 太祖計殺諾密納鼐喀達
「太祖計殺諾密納鼐喀達」は、ヌルハチ (後の清太祖) がスクスフ･ビラ部のサルフ城を攻略した戦役。

## 経緯

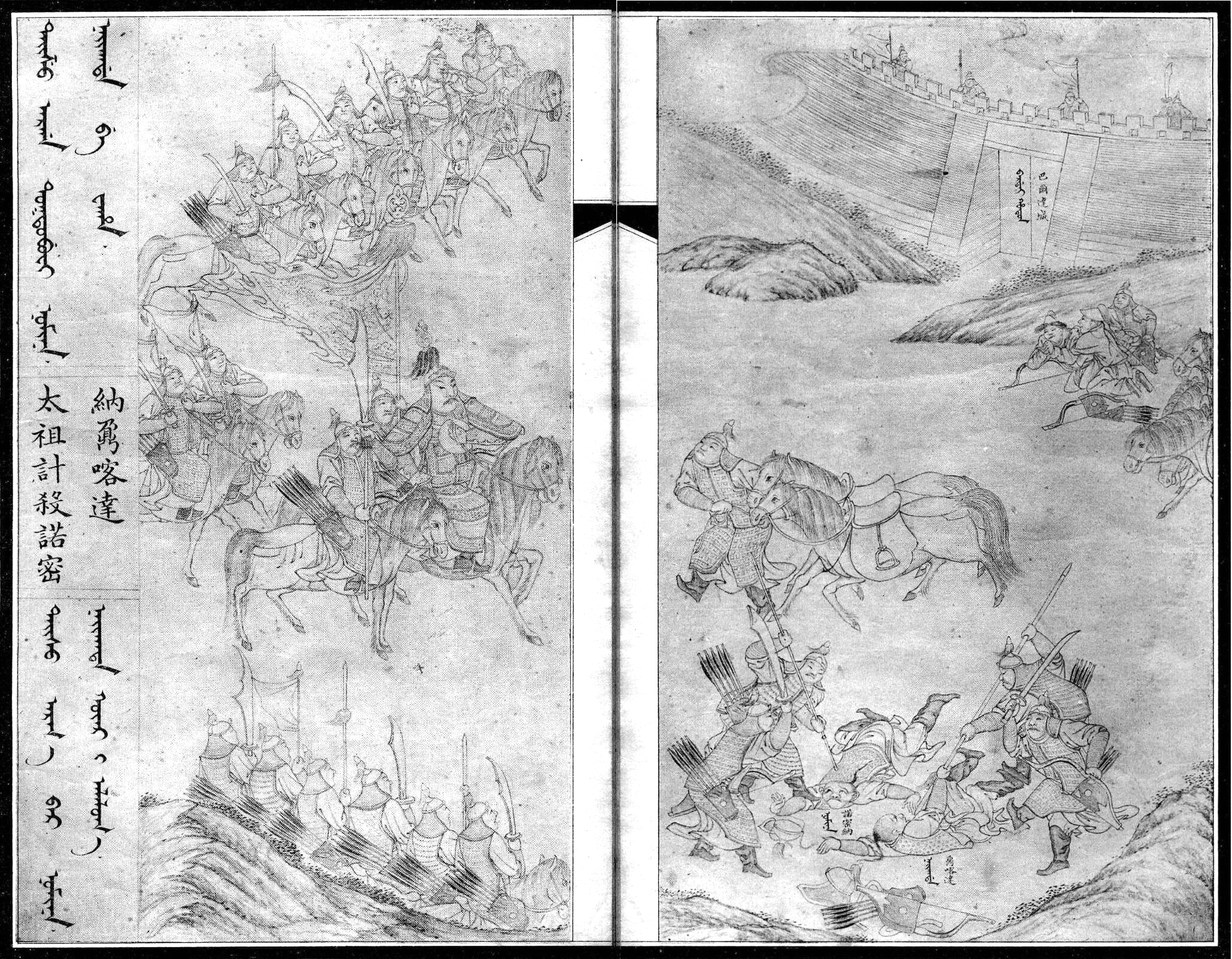
『滿洲實錄』巻1「太祖計殺諾密納鼐喀達」

撒爾湖サルフ城主・諾米納ノミナと弟・柰喀達ナイカダに圖倫トゥルン城と甲版ギャバンでたて続けに煮湯を飲まされた挙句、仇敵ニカン･ワイランをまたも取り逃がしたことで、ヌルハチは地団駄踏んでくやしがった。しかしノミナ・ナイカダ兄弟はヌルハチの憤慨などどこ吹く風とばかり、「渾河フネヘ部の東佳ドゥンギャと把爾達バルダを攻略して我に与えよ。杭甲ハンギャと扎庫木ジャクムは侵犯するなかれ。然もなくば汝に我が地を通過させまじ」と注文をつけ、ヌルハチの憎しみはいや増した。
嘉木湖ギャムフ砦主の噶哈善哈思虎ガハシャン･ハスフと常書チャンシュ・楊書ヤンシュの三人もノミナらの発言に憤り、「ノミナを先に討たぬのなら我々はノミナ側に従く」とヌルハチに発破をかけた。そこでヌルハチは、バルダ城への合同出兵をもちかけてノミナに先陣をきらせようとしたが、ノミナは従おうとしなかった。続いてヌルハチは、自分が先陣をきるかわりに鎧甲と武器防具を提供するようもちかけた。ノミナが承諾したことで、戦争に必要な物資を手に入れ、ノミナ軍を丸裸にすることに成功したヌルハチは、その装備でノミナ・ナイカダ兄弟およびその兵をことごとく殺害し、サルフ城を攻略して凱旋した。
サルフ城が陥落し逃げ惑う者の中、投降者には眷属を還し、サルフ城に引き続き住まわせた。しかしサルフ城の修復がなると再びヌルハチに叛旗をひるがえした。一方、ニカン･ワイランの属人らは、ニカン･ワイランが命辛々明の辺塞に逃げ込もうとして明に逐い返されたことを思い出し、ギャバンに城を築いてニカン･ワイランを城主とすることや、ニカン･ワイランに女直を統治させるといっていたのは全て出鱈目だったのだと口々に噂しあい、離叛した。四面楚歌となったニカン･ワイランは妻子眷属を連れて法納哈ファナハの鵞爾渾オルホンへ逃亡し、同地に築城して新たな根拠地とした。
この頃、ヌルハチは同母妹・阿吉格アジゲ? (追封和碩公主)をガハシャンに嫁がせ、義兄弟の契りを交わした。

## 脚註

### 典拠
1. ↑   柳邊紀略. 3. "渾河屬城寨七：曰杭甲城、曰扎庫木城、曰東佳城、曰把爾達城、曰兆佳城、曰界凡城、曰播一混寨。萬曆閒俱爲大清所併。"
2. 1 2 3 4  “癸未歲萬曆11年1583 8月”. 太祖高皇帝實錄. 1. p. 27
3. 1 2 3 4  “癸未歲萬曆11年1583 5月段19”. 滿洲實錄. 1
4. 1 2  “顯祖宣皇帝長女阿吉格 (追封和碩公主)”. 愛新覺羅宗譜. 星源吉慶
5. ↑  “〈論説〉清の太祖興起の事情について”. 東洋学報 33 (2):  2-7.
6. ↑  鴛淵, 一 (1938). “〈研究〉清初旗地に關する滿文老檔の記事 (上)”. 史林 23 (1):  11. doi:10.14989/shirin_23_1. hdl:2433/248262.

### 註釈
1. ↑  註釈：『柳邊紀略』巻3に拠れば、渾河部フネヘ･アイマンには主要な城寨として杭甲hanggiya城、扎庫木jakūmu城、東佳dunggiya城、把爾達barda城、兆佳joogiya城、界凡jaifiyan城、播一混?寨の七座あったとされる。[1]
2. ↑  註釈：『愛新覺羅宗譜』には「癸未年八月下嫁伊爾根覺羅イルゲン･ギョロ氏噶哈善哈斯虎爲額駙」とある。[4]
3. ↑  『滿洲實錄』巻1にある「法納哈所屬鄂勒琿」に就いて、和田清は「Fanahaとは撫順關北方の撫安堡の滿洲名であるから、法納哈所屬の鄂勒琿は必ず撫安堡邊外の地でなければならぬ」[5]とし、鴛淵一は「戰蹟輿圖に撫安堡の東北に示される花豹沖堡に比定し得る。(略) fu-anとfanahaと別に記されて居る以上、法納哈即撫安とあるのは誤りとみるべく (略)」[6]としている。『欽定古今圖書集成』巻171「方輿彙編」の「鐵嶺縣城池」には「撫安堡　縣城東南四十里」とあり、鉄嶺県城から東南40里約23kmの位置には現在「凡河(/泛河)fan he」という河川が走っている。この位置は現在の鉄嶺県の南東部に相当し、撫順市街から30kmほど北にあたる。

## 文献

### 實錄
中央研究院歴史語言研究所版 (1937年刊行)
- 顧秉謙, 他『神宗顯皇帝實錄』崇禎3年1630 (漢)

- 覚羅氏勒德洪『太祖高皇帝實錄』崇徳元年1636 (漢)
- 編者不詳『滿洲實錄』乾隆46年1781 (漢)
  - 『ᠮᠠᠨᠵᡠ ᡳ ᠶᠠᡵᡤᡳᠶᠠᠨ ᡴᠣᠣᠯᡳmanju i yargiyan kooli』乾隆46年1781 (満) ＊今西春秋訳

### 史書
- 茅瑞徵『東夷考略』天啓11621 (漢) ＊燕京図書館 (ハーバード大学) 所蔵
- 楊賓『柳邊紀略』康熙46年1707 (漢) ＊商務印書館叢書集成版
- 稻葉岩吉『清朝全史』上巻, 早稲田大学出版部, 大正3年1914
- 趙爾巽『清史稿』清史館, 民国17年1928 (漢) ＊中華書局版
- 孟森『清朝前紀』民国19年1930 (漢) 商務印書館版

### 論文
- 『東洋学報』巻33 (号2) 1951, 和田 清「〈論説〉清の太祖興起の事情について」

### Web
- 栗林均「モンゴル諸語と満洲文語の資料検索システム」東北大学
- 「明實錄、朝鮮王朝実録、清實錄資料庫」中央研究院歴史語言研究所 (台湾)